# Stanislav ze Znojma
Stanislav ze Znojma (cca 1351 – 11. říjen 1414) byl český filozof a teolog, mistr Univerzity Karlovy, kde učil mj. i Jana Husa, Jeronýma Pražského nebo Štěpána z Pálče. Patřil mezi první významné české stoupence anglického reformátora Jana Viklefa.

## Začátky
Prvního vzdělání se mu dostalo pravděpodobně ve Znojmě, kde se asi narodil. Poté působil nějaký čas ve Vídni, později však odešel zpět do rodné vlasti studovat na pražskou univerzitu, kde měl možnost se setkat podrobně s učením anglického reformátora Jana Viklefa. Po získání titulu bakalář se mu dostalo magisterského stupně vzdělání a stal se mistrem svobodných umění. Učil na artistické fakultě a později se začal na stejné univerzitě věnovat studiu teologie. Počátkem roku 1396 byl zkoušejícím mistra Jana Husa při jeho mistrovské zkoušce.
V tomto roce byl také Stanislav vysvěcen na kněze a někdy počátkem 15. století se už mohl pyšnit titulem magistr teologie. Za pobytu na pražské univerzitě se mu dostalo několika významných funkcí jako třeba funkce examinátora. Staral se také o univerzitní pokladnu, působil i jako děkan artistické fakulty – asi 1395. Ke konci 14. století se na jeden rok stal proboštem koleje Karla IV. a vicekancléřem pražské univerzity. Po získání titulu bakalář teologie působil na univerzitě jako rektor (asi 1404).

## Učení a rozpory
Stanislav ze Znojma byl jeden z prvních lidí, který mohl podrobně prostudovat spisy a učení Jana Viklefa. Patřil mezi jeho velké stoupence a s jeho učením seznamoval i ostatní studenty na pražské univerzitě. O názorech na viklefismus psal plno svých děl a nebál se veřejně vystoupit proti kritikům učení viklefismu. To se týkalo hlavně německých mistrů, kteří s učením nesouhlasili a napadali ho. Ale i na pražské univerzitě se nacházelo plno českých stoupenců, kteří se stavěli na stranu učení Jana Viklefa, byl to například Jan Hus, Štěpán z Pálče atd.
Stanislav patřil mezi blízké přátelé mistra Jana Husa, navštěvoval ho, radil mu, stal se jeho stoupencem za boží pravdou. To ale netrvalo dlouho. Situace se stupňovala, kritiků přibývalo a Stanislav byl i dokonce obviněn z kacířství za spisy, které napsal. Jednalo se hlavně o spis – O Kristově těle. Tehdy vše Stanislav odvolal.
V roce 1408 se Stanislav spolu s přítelem Štěpánem z Pálče účastnil cesty do Říma na koncil v Pise. Oba účastníci cesty byli ale zajati a nějakou dobu vězněni. Po jejich propuštění nastal zlom. Domů se oba vrátili někdy v roce 1409. Na jejich propuštění se podílel hlavně Jan Hus, český právník a kazatel Jan z Jesenice a český astronom Křišťan z Prachatic. Stanislav se po této zkušenosti začal od učení Jana Viklefa postupně odklánět.
V roce 1412 se v českých zemí rozvíjel prodej odpustků, proti kterým silně vystupoval hlavně mistr Jan Hus, se kterým se Stanislav v té době stýkal. S prodejem odpustků také nesouhlasil, ale tušil, že boj proti odpustkům nebude úspěšný a také se obával papeže. Po zkušenostech s vězněním v Itálii se rozhodl, že upustí od šíření viklefismu i od svých blízkých přátel na pražské univerzitě, to se týkalo i přístupu k mistru Janu Husovi. Začal Viklefovo učení silně napadat. Na jeho stranu se poté přidal i přítel Štěpán z Pálče, který v té době patřil ještě mezi veliké kritiky prodeje odpustků a stoupence Jana Husa. I on se však s Husem rozešel a začal ho kritizovat. Stanislav se začal přiklánět na stranu papeže a tím už tak dával jasně najevo, že s Husem nesouhlasí. Především v otázce kdo je hlava církve. Podle Husa to byl Kristus, podle Stanislava papež.

## Závěr života
Celá kritická situace měla své následky. Spor mezi Husem a jeho přívrženci se táhl až do roku 1413. Toho si všiml král Václav IV. a chtěl celou situaci vyřešit mírovou cestou. K tomu však nedošlo. Nakonec byl Stanislav ze Znojma spolu se Štěpánem z Pálče králem ze země vyhnán.
Stanislav se rozhodl, že bude vystupovat na kostnickém koncilu a své kritické názory proti Janu Viklefovi tam přednese. Cestou do Kostnice však v Jindřichově Hradci zemřel, nejspíše na následky mozkové mrtvice či srdeční slabosti.

## Dílo
Mezi jeho nejvýznamnější díla patří:
- De vero et falso (O pravdivém a nepravdivém [výroku]) – dílo zkoumající sémantiku výroků.
- De felicitate (O štěstí) – nástin filosofické antropologie.
- De universalibus (O univerzáliích) – existuje ve dvou verzích.
- De corpore Christi (O těle Kristově) – asi 1404; traktát zkoumající eucharistickou problematiku.
- De ecclesia (O církví).